# Саранчуковская сельская община
Саранчуковская сельская община (укр. Саранчуківська сільська громада) — территориальная община в Тернопольском районе Тернопольской области Украины.
Административный центр — село Саранчуки.
Население составляет 6296 человек. Площадь — 221,7 км².
В соответствии с распоряжением Кабинета Министров Украины от 12 июня 2020 года, в состав общины вошла территория Божиковского, Котовского, Литятинского, Мечищевского, Ольховецкого, Рыбниковского, Саранчуковского, Славятинского и Тростянецкого сельских советов упразднённого Бережанского района, а также Шумлянского сельского совета упразднённого Подгаецкого района.

## Населённые пункты
В состав общины входит 19 сёл:
- Саранчуки
  - Базниковка
- Божиковский старостинский округ:
  - Божиков
  - Квитковое
- Волощинский старостинский округ:
  - Волощина
- Котовский старостинский округ:
  - Котов
  - Молохов
- Литятинский старостинский округ:
  - Литятин
- Мечищевский старостинский округ:
  - Куты
  - Мечищев
  - Надорожнев
  - Червоное
- Ольховецкий старостинский округ:
  - Ольховец
- Рыбниковский старостинский округ:
  - Новая Гребля
  - Рыбники
- Славятинский старостинский округ:
  - Диброва
  - Славятин
- Тростянецкий старостинский округ:
  - Тростянец
- Шумлянский старостинский округ:
  - Шумляны